# Ламар Александер
Ламар Ендрю Алекса́ндер (англ. Lamar Alexander; нар. 3 липня 1940, Мерівілл, Теннессі, США) — американський політик, сенатор США від штату Теннессі (2003—2021), Міністр освіти США (1991—1993), губернатор Теннессі (1979—1987). Представник Республіканської партії.

## Біографія
Народився у 1940 році в містечку Мерівіль, штат Теннесі у родині вихователя дитячого садочку і директора молодшої школи. Пращури в семи поколіннях жили в штаті Теннесі.
Здобув ступінь бакалавра в Університеті Вандербільта у 1962 році, ступінь доктора правознавства у школі права Нью-Йоркського університету у 1965 році. Займався юридичною практикою у Нашвіллі (Теннессі). Александер балотувався на посаду губернатора штату 1974 року, але програв вибори. Виграв вибори у 1978 році та був губернатором Теннессі у 1979—1987 роках.
Після завершення губернаторської каденції Александер обіймав пост президента Університету Теннессі у 1988—1991. Був міністром освіти США у 1991—1993 роках в адміністрації президента Джорджа Герберта Вокера Буша. Брав участь у президентських виборах 1996 та 2000 років, але не зумів здобути номінацію від Республіканської партії на обох виборах.
Обраний до Сенату США у 2002 році, був сенатором від штату Теннессі з 2003 по 2021 рік. У 2018 році він оголосив, що не балотуватиметься на перевибори у 2020 році.